# Maodo Lô
Maodo Lô (* 31. Dezember 1992 in Berlin) ist ein deutscher Basketballspieler. Er wurde mit drei Vereinen deutscher Meister und steht seit 2025 bei Žalgiris Kaunas unter Vertrag.
Obwohl er im Jugendbereich kein Auswahlspieler des DBB bei internationalen Turnieren gewesen war, wurde Lô noch während seines Studiums in den Vereinigten Staaten im Sommer 2014 in den Kader der deutschen Nationalmannschaft berufen. Mit ihr wurde er 2023 Weltmeister und belegte bei der Europameisterschaft 2022 den dritten Platz.

## Vereinskarriere
Lô begann erst recht spät, im Verein Basketball zu spielen, und kam zum DBV Charlottenburg, dem Nachfolger des ursprünglichen Stammvereins des mehrfachen deutschen Meisters Alba Berlin, DTV Charlottenburg. Im Unterschied zu den meisten professionellen Betriebsgesellschaften der Erstligavereine hatte sich Alba Berlin jedoch organisatorisch von seinem Stammverein getrennt und eine eigene Vereinsstruktur aufgebaut, so dass der DBV und Alba im Nachwuchsbereich und in unterklassigen Ligen Konkurrenten waren. In der Nachwuchs-Basketball-Bundesliga (NBBL) trat der DBV zusammen mit weiteren Berliner Vereinen zunächst als Central Hoops an, in deren Juniorenmannschaft Lô zum Ende der Saison 2008/09 hinzustieß, aber das Ausscheiden in der ersten Play-off-Runde nicht verhindern konnte. Während Mannschaftskamerad Malte Ziegenhagen anschließend zum amtierenden NBBL-Meister Alba wechselte und später auch Junioren-Nationalspieler wurde, blieb Lô bei den Central Hoops und gehörte mit Martin Bogdanov in den folgenden beiden Jahren zu den Protagonisten der Juniorenmannschaft, die jedoch jeweils in der ersten Play-off-Runde ausschied. Doch Lô verpasste als Spieler der Central Hoops so auch eine Nominierung für die Auswahlmannschaften des DBB für ein internationales Turnier. Auch mit den Herren der Central Hoops in der fünfthöchsten Spielklasse gelang Lô 2011 nicht die Rückkehr in die erste Regionalliga.
Lô erreichte 2011 das International Baccalaureate und ging dann in die Vereinigten Staaten zunächst an die Wilbraham & Monson Academy (WMA) in Wilbraham (Massachusetts), eine „Prep school“ zur Vorbereitung auf ein Studium an einer Hochschule. An der WMA schuf Lô nicht nur die Voraussetzungen für ein Studium, sondern empfahl sich über die Schulmannschaft Titans auch für die Mannschaft der Columbia University in Manhattan. Ab 2012 spielte Lô für die Hochschulmannschaft Lions in der Ivy League der National Collegiate Athletic Association (NCAA) und konnte sich gleich als Freshman in seiner ersten Spielzeit in die Startformation der Lions spielen. Innerhalb der Ivy League erreichte er diverse individuelle Auszeichnungen, doch in der NCAA Division I gehört die elitäre Ivy League zu den schwächeren Basketball-Conferences und so gelang den Lions mit Lô keine Qualifikation für das prestigeträchtige NCAA-Meisterschaftsturnier. Stattdessen wurden die Lions 2014 36 Jahre nach der letzten landesweiten Postseason-Teilnahme für das CollegeInsider-Tournament (CIT) nominiert, in dem man nach zwei Siegen ausgerechnet den Ivy League-Konkurrenten Bulldogs der Yale University unterlag und ausschied. Zwei Jahre später reichte es zu einer weiteren Teilnahme am CIT, bei dem Lô als Most Valuable Player des Turniers mit der Mannschaft den ersten Titelgewinn einer Basketballmannschaft der Columbia University erreichte.
Lôs eigener Traum von einem Engagement in der NBA erfüllte sich ein weiteres Jahr später nach dem Ende seines Studiums nicht, nachdem er in der NBA-Draft 2016 nicht ausgewählt wurde und sich auch über die NBA Summer League für die Philadelphia 76ers nicht für einen Vertrag empfehlen konnte. Stattdessen unterschrieb Lô einen Dreijahresvertrag beim mehrfachen deutschen Meister Brose Bamberg, für den er auch im höchstrangigen europäischen Vereinswettbewerb Euroleague antrat. 2017 gelang Lô mit Bamberg nach dem im Februar gewonnenen Pokal mit der deutschen Meisterschaft auch das Double.

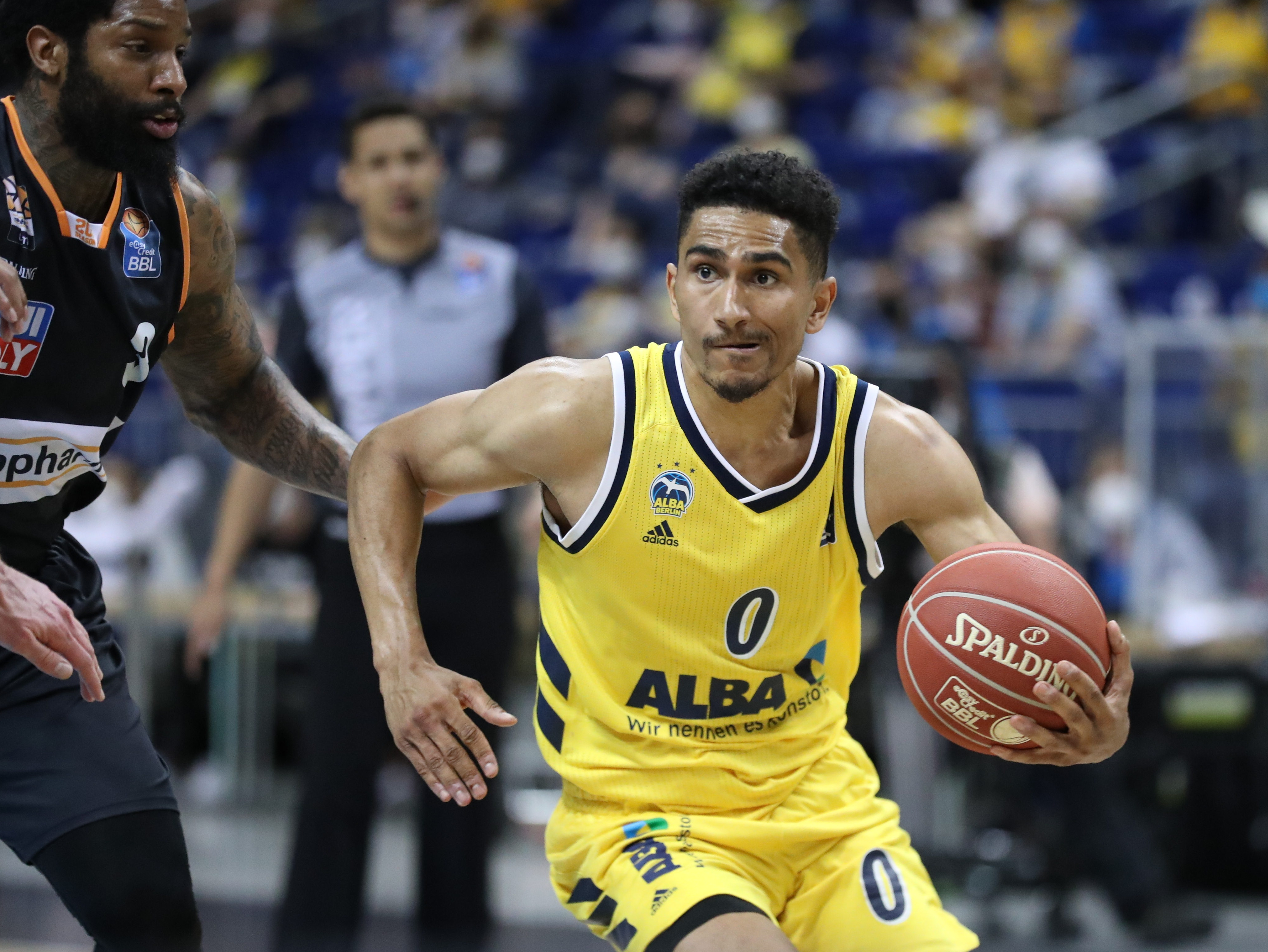
Maodo Lô im Trikot von Alba Berlin (2021)

Am 13. Juli 2018 unterschrieb der Nationalspieler einen Zweijahresvertrag beim FC Bayern München. Mit dem FC Bayern gewann er 2019 die deutsche Meisterschaft, Lô trug zu diesem Erfolg in 41 Saisonspielen im Schnitt 7,1 Punkte bei und bereitete 2,7 Korberfolge seiner Mannschaftskameraden vor. Im Sommer 2020 wechselte er in seine Geburtsstadt zu Alba Berlin. Durch den Gewinn der deutschen Meisterschaft 2021 wurde Lô der vierte Spieler in der deutschen Basketball-Geschichte, der mit drei oder mehr unterschiedlichen Vereinen den Titel errang. 2022 kamen für ihn zwei weitere Titel hinzu: Mit Berlin wurde Lô deutscher Meister und Pokalsieger.
In der Sommerpause 2023 nahm er ein Angebot von Olimpia Mailand an. Lô wurde mit den Mailändern im Juni 2024 italienischer Meister, allerdings wurde der Deutsche während der Saison 2023/24 zeitweise von Verletzungen ausgebremst, stand in der Serie A nur in 14 Spielen auf dem Feld und kam nach zwei Einsätzen im Viertelfinale im weiteren Saisonverlauf nicht mehr zum Zuge. Lô erzielte in der Serie A im Durchschnitt 6,4 Punkte und in der Euroleague 7,6 Punkte (21 Spiele) je Begegnung.
Nach einer Saison in Italien wechselte Lô im August 2024 nach Frankreich zu Paris Basketball. Er wurde mit der Mannschaft während der Saison 2024/25 französischer Meister sowie Pokalsieger und verließ den Club daraufhin. Im Juli 2025 gab Žalgiris Kaunas Lôs Verpflichtung bekannt.

## Nationalmannschaft
Bereits im Sommer 2014 war Lô recht überraschend von Emir Mutapčić, der das Amt des Bundestrainers übergangsweise übernommen hatte, in den Kader der Herren-A-Nationalmannschaft berufen worden, für die er in Freundschaftsspielen und beim Basketball-Supercup acht Einsätze hatte, bevor er wieder aus dem Kader für die bevorstehende Qualifikation der EM-Endrunde 2015 gestrichen wurde. Bei der Endrunde selbst im folgenden Jahr spielte Lô in den Gruppenspielen in Berlin neben den NBA-Profis Dirk Nowitzki und Dennis Schröder für die deutsche Auswahl, die jedoch den Einzug in die K.-o.-Runde verpasste.
Im Sommer 2015 gewann er mit der deutschen Studentennationalmannschaft Silber bei der Sommer-Universiade 2015 in Gwangju. Mit 16 Punkten war Lô bei der knappen Endspielniederlage der beste Korbschütze der Deutschen.
Für die Basketball-Weltmeisterschaft 2019 in China (31. August – 15. September 2019) wurde Lô nach bislang 54 Länderspielen in den Kader der deutschen Basketballnationalmannschaft der Herren berufen. Bei den 2021 ausgetragenen Olympischen Sommerspielen 2020 in Tokio war er mit 13,5 Punkten sowie 5 Korbvorlagen je Begegnung in beiden Wertungen bester deutscher Spieler. 2022 gewann Lô mit Deutschland Bronze bei der Europameisterschaft. Er kam im Turnierverlauf auf einen Schnitt von 11,4 Punkten je Begegnung. Die Endrunde der EM wurde in seiner Heimatstadt Berlin ausgetragen.
2023 wurde er ins Aufgebot für die Weltmeisterschaft berufen und gewann mit der deutschen Auswahl ungeschlagen den WM-Titel. Lô erzielte in acht Einsätzen während des WM-Turniers im Durchschnitt 6,6 Punkte je Begegnung.
Am 19. Juli 2024 bestritt er in Berlin beim deutlichen 100:84-Sieg gegen Japan sein 100. Länderspiel. Kurz darauf nahm er in Paris an den Olympischen Sommerspielen teil und wurde mit Deutschland Vierter.

## Erfolge
- Weltmeister: 2023
- Dritter der Europameisterschaft: 2022
- Deutscher Meister: 2017 (mit Bamberg), 2019 (mit München), 2021, 2022 (mit Berlin)
- Deutscher Pokalsieger: 2017 (mit Bamberg), 2022 (mit Berlin)
- Italienischer Meister: 2024 (mit Mailand)
- Französischer Meister: 2025 (mit Paris)
- Französischer Pokalsieger: 2025 (mit Paris)
- Silbermedaille bei der Sommeruniversiade 2015

## Familie
Maodo Lô ist der Sohn eines senegalesischen Vaters, der in Berlin studierte, und der deutschen Künstlerin Elvira Bach. Sein älterer Bruder Lamine starb 2019 bei einem Unfall.